# La Classe de neige (roman)
Pour les articles homonymes, voir La Classe de neige.
La Classe de neige est un roman d'Emmanuel Carrère publié le 3 mai 1995 aux éditions P.O.L. Il a reçu le prix Femina la même année.

## Résumé
Dès le début de son voyage en classe de neige, une menace semble peser sur Nicolas, garçon fragile et taciturne. Intrigué par la disparition d'un enfant dans le village où s'est installée sa classe, il s'enferme peu à peu dans un monde imaginaire morbide.

## Éditions
- Éditions P.O.L, 1995,  (ISBN 2-86744-477-2).
- Éditions Gallimard, coll. « Folio » no 2908, 1997,  (ISBN 9782070394722).

## Adaptation
Le roman d'Emmanuel Carrère a été adapté au cinéma en 1998 par Claude Miller dans un film du même nom, La Classe de neige.